# 8358 Rickblakley
8358 Rickblakley è un asteroide della fascia principale. Scoperto nel 1989, presenta un'orbita caratterizzata da un semiasse maggiore pari a 2,3941379 UA e da un'eccentricità di 0,1815665, inclinata di 1,61268° rispetto all'eclittica.